# Rajko Petrov Nogo
Rajko Petrov Nogo (en serbe cyrillique : Рајко Петров Ного) est un poète, essayiste et homme politique serbe de Bosnie-Herzégovine né le 13 mai 1945 à Borija et mort le 28 novembre 2022. 
Il est membre de l'Académie des sciences et des arts de la République serbe et membre du Sénat de la république serbe de Bosnie. En tant que poète, il a reçu de nombreux prix récompensant son œuvre.

## Biographie
Né à Borija près de Kalinovik, Rajko Petrov Nogo étudie à l'École des professeurs (Učiteljska škola) de Sarajevo puis suit les cours du Département de littérature yougoslave et de serbo-croate de la Faculté de philosophie de l'université de la ville et obtient un master à la faculté de philologie de l'université de Belgrade.
Il travaille ensuite en tant que rédacteur dans la maison d'édition Veselin Masleša, où il reste jusqu'en 1982, puis il devient rédacteur à la maison d'édition BIGZ jusqu'en 1999. À partir de 2000, il enseigne la poésie et la critique littéraire à la Faculté de philosophie de l'université d'Istočno Sarajevo.
En 1997, Rajko Petrov Nogo devient membre du premier Sénat de la république serbe de Bosnie et il est réélu dans cette fonction de sénateur en 2009[réf. nécessaire].
Membre de l'Association des écrivains de Serbie (Udruženje književnika Srbije), Rajko Petrov Nogo devient membre de son directoire et, en 2002, il proposé pour devenir membre correspondant de l'Académie serbe des sciences et des arts.
En 1997, il a été élu membre correspondant de l'Académie des sciences et des arts de la République serbe et, en 2004, membre titulaire de cette académie.

## Œuvres

### Poésie
- Zimomora (Hivers), 1967.
- Zverinjak (Ménagerie), 1972.
- Rodila me tetka koza, poèmes pour les enfants, 1977.
- Bezakonje, 1977.
- Planina i počelo, 1978.
- Koliba i tetka koza, poèmes pour les enfants, 1980.
- Na kraju milenija, 1987.
- Lazareva subota, 1989.
- Lazareva subota i drugi dani, 1993.
- Na kapijama raja, 1994.
- Lirika, 1995.
- Malo dokumentarnih detalja, 1998.
- Nek pada snijeg gospode, 1999.
- Najlepše pesme Rajka Petrova Noga, 2001.
- Neodremano oko, 2002.
- Nije sve propalo, 2004.
- U Vulovome dolu, 2005.
- Ječam i kaloper - glosa, 2006.
- Ne tikaj u me, 2008.
- Čovek se vraća kući, 2010.

### Critiques, essais et études
- Jesi li živ, 1973.
- Obilje i rasap materije, 1978.
- Na Vukovoj stazi, 1987.
- Suze i sokolari, 2003.
- Zapiši to, Rajko.
- Zapiši i napiši, Beogradska knjiga, Belgrade, 2012.
- Pjesme Alekse Šantića.
- Poezija Jovana Dučića.
- Poezija i prozu Branka Ćopića.
- Oči na oba sveta.
- Soneti i poeme Skendera Kulenovića, 2010.
- Priče kod vode Ćamila Sijarića.

## Récompenses
- Prix Petar Kočić.
- Prix Branko, 1968.
- Prix Zmaj, 1978.
- Prix Branko Miljković, 1989.
- Prix Vuk, 2003.
- Prix Žička hrisovulja, 2003.
- Prix Jovan Dučić.
- Prix Branko Ćopić.
- Prix Aleksa Šantić.
- Prix Desanka Maksimović, 2009[5],[6].
- Prix Isidora Sekulić.
- Prix Đura Jakšić.
- Prix Milan Rakić.
- Prix Skender Kulenović.
- Prix Meša Selimović, 2002.
- Prix Đuro Damjanović.